# Antoine Herth
Antoine Herth (Sélestat, 14 de febrer de 1963) és membre de l'Assemblea Nacional de França. Representa el departament del Baix Rin, i és membre dels republicans.